# Giáo hoàng đối lập Thêôđoricô
Thêôđoricô (La ngữ: Theodoricus) là một giáo hoàng đối lập trong khoảng thời gian từ năm 1100 tới 1101.
Sau khi Giáo hoàng đối lập Clement III qua đời vào ngày 08 tháng 9 năm 1100. Những người theo ông tại Rôma đã gặp bí mật gặp gỡ nhau vào ban đêm tại Đền Thờ Thánh Phêrô, nơi họ bầu Hồng y Teodorico, Giám mục Albano, người sau đó đăng quang với tên Theodoric . Tuy nhiên ông đã buộc phải rời bỏ Rôma, Theodoric đã bị bắt giữ khoảng nửa tháng sau khi được bầu và bị đưa ra trước Giáo hoàng Paschal II, nơi ông bị kết án và tuyên bố là Giáo hoàng giả. Sau đó Theodoric đã bị gửi đến tu viện của La Cava, Salerno, nơi ông qua đời năm 1102, theo văn bia trong hầm mộ của tu viện . Tại La Cava có một tấm bảng tưởng niệm tưởng nhớ ông với tên hiệu là "Sylvester III", bởi vì Giáo hoàng Sylvester III, tại thời điểm đó, được coi là một Giáo hoàng đối lập. Người kế nhiệm ông là Giáo hoàng đối lập Albert (1101).